# Municipio de Ruth A
Ruth A Township es un municipio del condado de Stone, Misuri, Estados Unidos. Según el censo de 2020, tiene una población de 4463 habitantes.
La subdivisión tiene un código censal Z1, que indica que no está en funcionamiento.
Actualmente la denominación está en desuso, pero la Oficina del Censo continúa actualizando los datos a efectos exclusivamente estadísticos.

## Geografía
Está ubicada en las coordenadas 36°44′21″N 93°22′50″O / 36.73917, -93.38056 (36.739264, -93.380568). Según la Oficina del Censo de los Estados Unidos, tiene una superficie total de 153.44 km², de la cual 150.83 km² corresponden a tierra firme y 2.61 km² es agua.

## Demografía
Según el censo de 2020, hay 4463 personas residiendo en la zona. La densidad de población es de 29.59 hab./km². El 89.27 % de los habitantes son blancos, el 0.18 % son afroamericanos, el 0.83 % son amerindios, el 0.45 % son asiáticos, 0.13 % son isleños del Pacífico, el 1.81 % son de otras razas y el 7.33 % son de una mezcla de razas. Del total de la población el 4.59 % son hispanos o latinos de cualquier raza.